# Philomedidae
Philomedidae is een familie van kreeftachtigen uit de klasse van de Ostracoda (mosselkreeftjes).

## Onderfamilies
- Philomedinae Müller, 1908
- Pseudophilomedinae Kornicker, 1967